# Pseudostenophylax brevis
Pseudostenophylax brevis är en nattsländeart som beskrevs av Banks 1940. Pseudostenophylax brevis ingår i släktet Pseudostenophylax och familjen husmasknattsländor. Inga underarter finns listade i Catalogue of Life.